# レパード玉熊
レパード 玉熊（レパード たまくま、1964年1月25日 - ）は、日本の元プロボクサー。元WBA世界フライ級王者。「レパード玉熊ジム」会長。

## 人物
青森県出身。本名は玉熊 幸人（たまくま ゆきひと）。
左ファイター。法政大学ボクシング部、国際ボクシングスポーツジム出身。
日本王座を獲得した試合では、ボディを打たれるたびにわざと苦しそうに唸り、相手の意識をボディに集中させるなど、頭脳的なボクサーである。
柔道家でロス五輪およびソウル五輪金メダリストの斉藤仁ならびに元レスリング選手でロス五輪銀メダリストの赤石光生とは親族関係である。また、母方の父は旭日章を受章した秋田県鹿角市の元市議会議長、阿部佐太郎である。
同郷である畑山隆則はボクシングを目指したきっかけとして、レパード玉熊を挙げている。

## 来歴
青森県立青森商業高等学校で当初体操部に入部しようと部室を訪れたが誰も居らず、隣のボクシング部から声を掛けられ入部。当初は右のオーソドックススタイルだったが、1年の秋監督のアドバイスにより、サウスポーに転向。2年の春季大会では、県モスキート級チャンピオンとなり頭角を現す。3年時はインターハイ・ライトフライ級準優勝。
高校卒業後、1982年2月22日、受験番号1332にて法政大学経営学部第一部経営学科（東京都千代田区富士見2-17-1）に合格。同大学でもボクシング部に入部したが、同級生の不祥事でボクシング部が休部したこともあり、1年で中退。40戦33勝（2KO）7敗のアマチュア実績と才能を高校・大学の先輩でもある高橋美徳会長に認められ国際ジムに入門。
1983年5月、本名「玉熊幸人」としてプロデビュー。同年12月、東日本ジュニアフライ級（現・ライトフライ級）新人王、続く1984年2月には全日本同級新人王となった。その後、リングネームを「レパード玉熊」に改名（リングネームの「レパード」は英語で「豹」を意味する）。
1987年2月26日、20戦目で日本王座初挑戦。西川浩二を10回判定に降し、日本フライ級王座獲得。その後、4度の防衛に成功し、1988年9月に王座返上。
1989年3月5日、世界初挑戦。故郷・青森でWBC世界フライ級王者・金容江（韓国）に挑み、12回判定負けで世界王座奪取ならず。
金戦後3試合（いずれもKO勝ち）を戦い、1990年7月29日、茨城県の水戸市民体育館において世界再挑戦。WBA世界フライ級1位の指名挑戦者として同級王者・李烈雨（韓国）に挑む。10回、これまでダウン経験のない王者から2度のダウンを奪い、レフェリーストップによるTKO勝ち（正式タイムは10R2分21秒）。31戦目にして世界王者となった（青森県出身ボクサーとしては初）。この年創設された荒川区・区民栄誉賞を受賞。
12月6日には故郷で初防衛戦。元王者ヘスス・ロハス（ベネズエラ）と対戦し、フルラウンドの死闘の末、引き分け1-0で辛くも防衛成功。この時の平均視聴率は読売テレビが22.9%、日本テレビが19.2%となり、高視聴率となった。
翌1991年3月14日、2度目の防衛戦。エルビス・アルバレス（コロンビア）と対戦するが、12回判定負けで王座陥落。試合後、左眼網膜剥離が判明し、結局この試合を最後に引退した。
世界チャンピオンとなってからは次々と賞を獲得することとなった。青森県からは青森市より青森市民栄誉賞、青森県知事より知事褒章、東奥日報社より東奥賞を受賞。
さらに、この年創設された荒川区・区民栄誉賞を第一号としても受賞。鈴木亜久里、野茂英雄、斎藤雅樹、ジャンボ尾崎、高村博美、旭富士とともに報知プロスポーツ大賞も受賞した。
加えて、当時の全日本ボクシング協会の会長であったファイティング原田より特別賞、文化庁よりボクシングの選手名であるレパード（豹）のブロンズなどの特別贈呈を受けた。
世界チャンピオンとなった1990年には数多くのTV番組に引っ張りだことなった。中でも日本テレビ「レパード玉熊栄光の軌跡」では、玉熊の生誕〜世界チャンピオンに至るまでの歴史だけでなく、玉熊を育てた青森商業高校ボクシング部や国際ボクシングスポーツジム、玉熊を支えた両親の姿にも焦点が当てられていた。
引退後、トレーナーとして国際ジムに留まり、小林昭司（後のWBA世界スーパーフライ級王者セレス小林）、松浦広平（後の日本スーパーフライ級王者プロスパー松浦）等を指導。
1995年11月に東京都千代田区九段南に「レパード玉熊ジム」を開設。同ジム所属の小林秀一が国立大学卒業選手初の日本王者となった。また、後に女子世界王者となる小関桃もアマチュア時代に指導した。
ジムで後進の指導に当たる一方、輪島功一、渡嘉敷勝男、飯田覚士、戸高秀樹等の元世界王者仲間とともに、袴田事件の再審を求める要請書を最高裁判所に提出。元プロボクサーの袴田巌の無罪獲得のため活動を続けた。また、テレビ、ラジオ、映画など多方面にて活躍している。

## レパード玉熊展示物
みちぎんドリームスタジアム（青森市スポーツ会館）の1階に展示物として、世界チャンピオントロフィー、日本チャンピオントロフィー、世界戦のガウン、トランクス（法政大学時代、アマ時代、日本チャンピオン獲得時、世界チャンピオン獲得時）、金メダル、荒川区民栄誉賞、青森市民栄誉賞などが展示されている。

## 育成選手
- セレス小林（元WBA世界スーパーフライ級チャンピオン）
- 小林秀一（元日本ウェルター級チャンピオン）
- 小関桃（第3代WBA女子ライトミニマム級チャンピオン、第7代WBC女子世界ミニフライ級チャンピオン）
- プロスパー松浦（元日本スーパーフライ級チャンピオン）
- 小堀育子（エアボクシング ４階級制覇）
- 大久保雅史（元東洋太平洋フライ級チャンピオン）
- 戸高達（元日本ライトフライ級2位）

## 映画
- 『タナトス』 （2011年、徳山秀典主演、城定秀夫監督）特別出演[22]
- 『あしたのジョー』（2011年、山下智久主演、曽利文彦監督）コラボイベント「チャンピオンカーニバル」出演[23]

## テレビ
- 『レパード玉熊 「栄光の奇跡」』日本テレビ
- 『欽ちゃんの爆笑仮装コンテスト全日本仮装大賞』日本テレビ
- 『24時間テレビ 「愛は地球を救う」』日本テレビ
- 『ズームイン!!朝!』日本テレビ
- 『ラスタとんねるず'94』フジテレビ
- 『オールスター家族対抗歌合戦』フジテレビ　※優勝
- 『徹子の部屋』テレビ朝日
- 『じゅん散歩』テレビ朝日[24]
- 『A-Studio』TBSテレビ
- 『ワールドビジネスサテライト』テレビ東京
- 『出没!アド街ック天国』テレビ東京（九段下にてランキング）
- 『チマタの噺』テレビ東京
- 『あなたが主役 50ボイス』NHK
- 『忘れがたき日本人チャンピオン達』NHK

## 漫画
- 『天上天下唯我独尊』もりやまつる　（コラム）特別付録 レパード玉熊 ボクシングの極意
- 『BOXER』岡村篤　Round6：豹が吠えた日。～魂のショート連打799発！！レパード玉熊

## 書籍
- 『東北の100人』毎日新聞社地方部特報班著 青森が産んだ世界チャンピオン：レパード玉熊

## 報道・インタビュー
- 原口総務大臣がボクシング挑戦 報知新聞の甲斐毅彦による記事（アーカイブ）
- 宇野和男のスポーツ対談 フリーアナウンサー宇野和男との対談[25]
- 戦士と語る Vol 20 新田渉世（川崎新田ボクシングジム会長）によるインタビュー[26]
- 荒川の人　荒川区芸術文化振興財団[27]
- 「時代」を彩った男と女・あの人は今 元プロボクサー・レパード玉熊さん[28]
- いま、格闘技女子が熱い！　ナビブラ神保町[29]

## 主な功績
- 秋期大会 ライトフライ級 優勝（1980年, 日独親善友の会会長 清藤勇也贈呈）
- 東西高等学校対抗戦　優勝（1981年、一般社団法人日本ボクシング連盟）
- 全国高等学校総合体育大会ボクシング競技大会　第2位（1981年）
- 第34回 青森県高校総体 ライトフライ級 優勝（1981年6月15日）
- 青森県高校ボクシング選手権大会 ライトフライ級 優勝
- 青森県高体連 高体連賞授与（1982年）
- 第35回東北高等学校ボクシング新人大会　優勝
- 財団法人青森県体育協会　優秀選手賞
- 1987年5月 敢闘賞（日本ボクシングリングサイドクラブ）
- 1987年7月 月間MVP（ボクシングマガジン贈呈）
- 1987年7月 月間最優秀選手賞授与（日本ボクシングリングサイドクラブ）
- 1987年9月 月間MVP（ボクシングマガジン贈呈）
- 1987年9月 敢闘賞（日本ボクシングリングサイドクラブ）
- 全日本ライトフライ級新人王
- A級トーナメントフライ級 優勝
- 第一回A級賞金トーナメント優勝 雑草賞授与（全日本ボクシング協会, 元世界Jライト級チャンピオン 小林弘贈呈）
- ダイヤモンドグローブ賞金トーナメントフライ級 勝利者賞授与（フジテレビジョン贈呈）
- 第33代日本フライ級チャンピオン獲得（1987 - 1988年）
- 日本フライ級タイトルマッチ勝利者賞・盾授与（1988年, 株式会社学生援護会贈呈）
- 日本フライ級タイトルマッチ（防衛1回目）勝利者賞・トロフィー授与
- 日本フライ級タイトルマッチ（防衛2回目）勝利者賞・トロフィー授与
- 日本フライ級タイトルマッチ（防衛3回目）勝利者賞・トロフィー授与
- 日本フライ級タイトルマッチ（防衛4回目）勝利者賞・トロフィー授与
- WBA世界フライ級チャンピオン獲得（1990 - 1991年）
- WBA世界チャンピオンベルト授与
- 青森県青森市 市民栄誉賞賞状（1990年8月7日）[30]
- 青森市民栄誉賞 盾授与
- 東京都荒川区 荒川区民栄誉賞賞状（1990年8月31日, 東京都荒川区）[31]
- 荒川区民栄誉賞 クリスタルガラス杯授与
- 年間表彰選手 1990年 最優秀選手賞
- 報知プロスポーツ大賞 1990年
- 財団法人日本プロスポーツ協会　第23回日本プロスポーツ特別賞（1990年）
- 第43回 東奥賞（1990年, 東奥日報社）授与
- 青森県知事 褒章（1990年, 青森県より銀杯授与）
- 東京スポーツ新聞社　プロボクシング表彰特別賞授与（1991年）
- 元世界フライ級チャンピオンレパード玉熊 特別賞授与（1991年, 全日本ボクシング協会会長、原田政彦/ファイティング原田贈呈）
- 文化庁より、レパード（豹）ブロンズ　特別贈呈（1991年）

## 戦績
- プロボクシング:33戦27勝(13KO)5敗1分

| 戦           | 日付           | 勝敗 | 時間 | 内容 | 対戦相手                             | 国籍       | 備考                                         |
| ------------ | -------------- | ---- | ---- | ---- | ------------------------------------ | ---------- | -------------------------------------------- |
| 1            | 1983年5月21日  | ☆    | 4R   | 判定 | 三沢拓人                             | 日本       | デビュー戦                                   |
| 2            | 1983年7月8日   | ☆    | 4R   | 判定 | 関猛                                 | 日本       |                                              |
| 3            | 1983年9月27日  | ☆    | 4R   | 判定 | 大胡幸喜                             | 日本       |                                              |
| 4            | 1983年11月10日 | ☆    | 4R   | 判定 | 横沢健二                             | 日本       |                                              |
| 5            | 1983年12月17日 | ☆    | 6R   | 判定 | 渡真利誠司                           | 日本       | 東日本ライトフライ級新人王トーナメント決勝戦 |
| 6            | 1984年2月22日  | ☆    | 6R   | 判定 | 小山和久                             | 日本       | 全日本ライトフライ級新人王決定戦             |
| 7            | 1984年5月3日   | ★    | 8R   | 判定 | 正木高浩                             | 日本       |                                              |
| 8            | 1984年7月30日  | ☆    | 6R   | KO   | 谷内均                               | 日本       |                                              |
| 9            | 1984年10月12日 | ☆    | 7R   | 判定 | 吉元勝                               | 日本       |                                              |
| 10           | 1984年12月17日 | ★    | 10R  | KO   | 喜友名朝博                           | 日本       |                                              |
| 11           | 1985年3月28日  | ★    | 8R   | 判定 | 横沢健二                             | 日本       |                                              |
| 12           | 1985年6月18日  | ☆    | 7R   | KO   | 角田豊                               | 日本       |                                              |
| 13           | 1985年8月22日  | ☆    | 8R   | 判定 | 中村欣也                             | 日本       |                                              |
| 14           | 1985年10月27日 | ☆    | 4R   | TKO  | 松本友男                             | 日本       |                                              |
| 15           | 1986年2月27日  | ☆    | 10R  | 判定 | 船木一良                             | 日本       |                                              |
| 16           | 1986年5月22日  | ☆    | 3R   | KO   | 高橋正之                             | 日本       | -                                            |
| 17           | 1986年7月23日  | ☆    | 6R   | 判定 | 中島俊一                             | 日本       |                                              |
| 18           | 1986年9月25日  | ☆    | 8R   | 判定 | 名嘉間堅徳                           | 日本       |                                              |
| 19           | 1986年11月27日 | ☆    | 7R   | KO   | 田中正人                             | 日本       |                                              |
| 20           | 1987年2月26日  | ☆    | 10R  | 判定 | 西川浩二                             | 日本       | 日本フライ級タイトルマッチ                   |
| 21           | 1987年5月28日  | ☆    | 10R  | 判定 | 西川浩二                             | 日本       | 日本王座防衛1                                |
| 22           | 1987年7月20日  | ☆    | 4R   | KO   | ペッチチャイナート・ドーンチェディー | タイ       |                                              |
| 23           | 1987年9月21日  | ☆    | 7R   | KO   | 松島鉄美                             | 日本       | 日本王座防衛2                                |
| 24           | 1987年11月30日 | ☆    | 7R   | TKO  | エリセール・バウチスタ               | フィリピン |                                              |
| 25           | 1988年2月25日  | ☆    | 10R  | 判定 | 愛川俊雄                             | 日本       | 日本王座防衛3                                |
| 26           | 1988年6月5日   | ☆    | 4R   | KO   | 徳島尚                               | 日本       | 日本王座防衛4                                |
| 27           | 1989年3月5日   | ★    | 12R  | 判定 | 金容江                               | 韓国       | WBC世界フライ級タイトルマッチ                |
| 28           | 1989年7月8日   | ☆    | 3R   | KO   | ポーンモンコル・チョビクル           | タイ       |                                              |
| 29           | 1989年11月11日 | ☆    | 3R   | KO   | レックス・ラピソ                     | フィリピン |                                              |
| 30           | 1990年5月10日  | ☆    | 10R  | KO   | フラッシュ・コロニア                 | フィリピン |                                              |
| 31           | 1990年7月29日  | ☆    | 10R  | TKO  | 李烈雨                               | 韓国       | WBA世界フライ級タイトルマッチ                |
| 32           | 1990年12月26日 | △    | 12R  | 判定 | ヘスス・ロハス                       | ベネズエラ | WBA防衛1                                     |
| 33           | 1991年3月14日  | ★    | 12R  | 判定 | エルビス・アルバレス                 | コロンビア | WBA陥落                                      |
| テンプレート |                |      |      |      |                                      |            |                                              |

## 獲得タイトル
- 第33代日本フライ級王座(防衛4=返上)
- WBA世界フライ級王座(防衛1)